# Rivières, Gard
Rivières là một xã trong vùng Occitanie. Xã Rivières, Gard nằm ở khu vực có độ cao trung bình 150 mét trên mực nước biển.